# Gülçavuş, Enez
Gülçavuş là một xã thuộc huyện Enez, tỉnh Edirne, Thổ Nhĩ Kỳ. Dân số thời điểm năm 2011 là 225 người.